# Polstertaler Zechenhaus

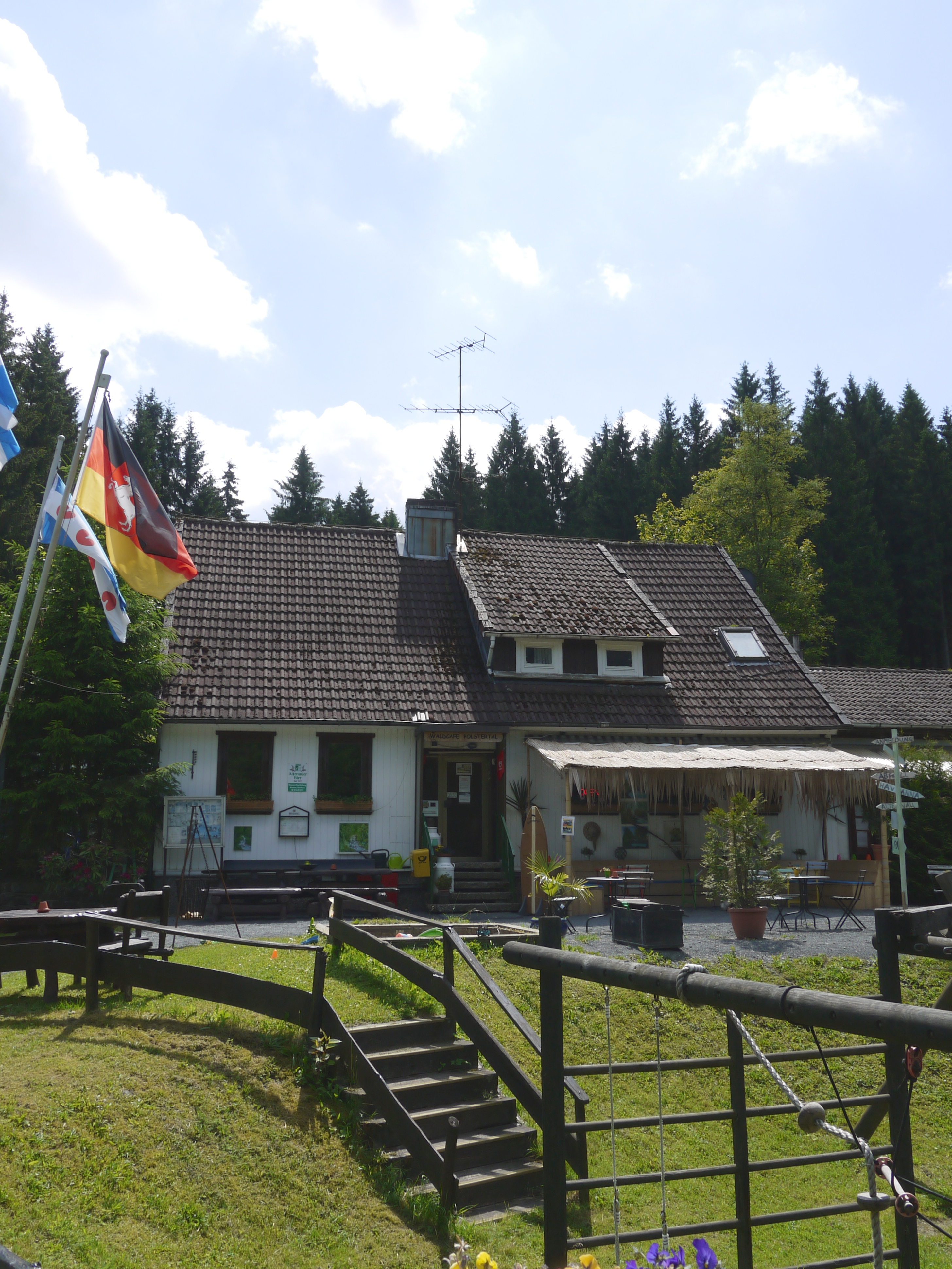
Polstertaler Zechenhaus (Aufnahme 2014)

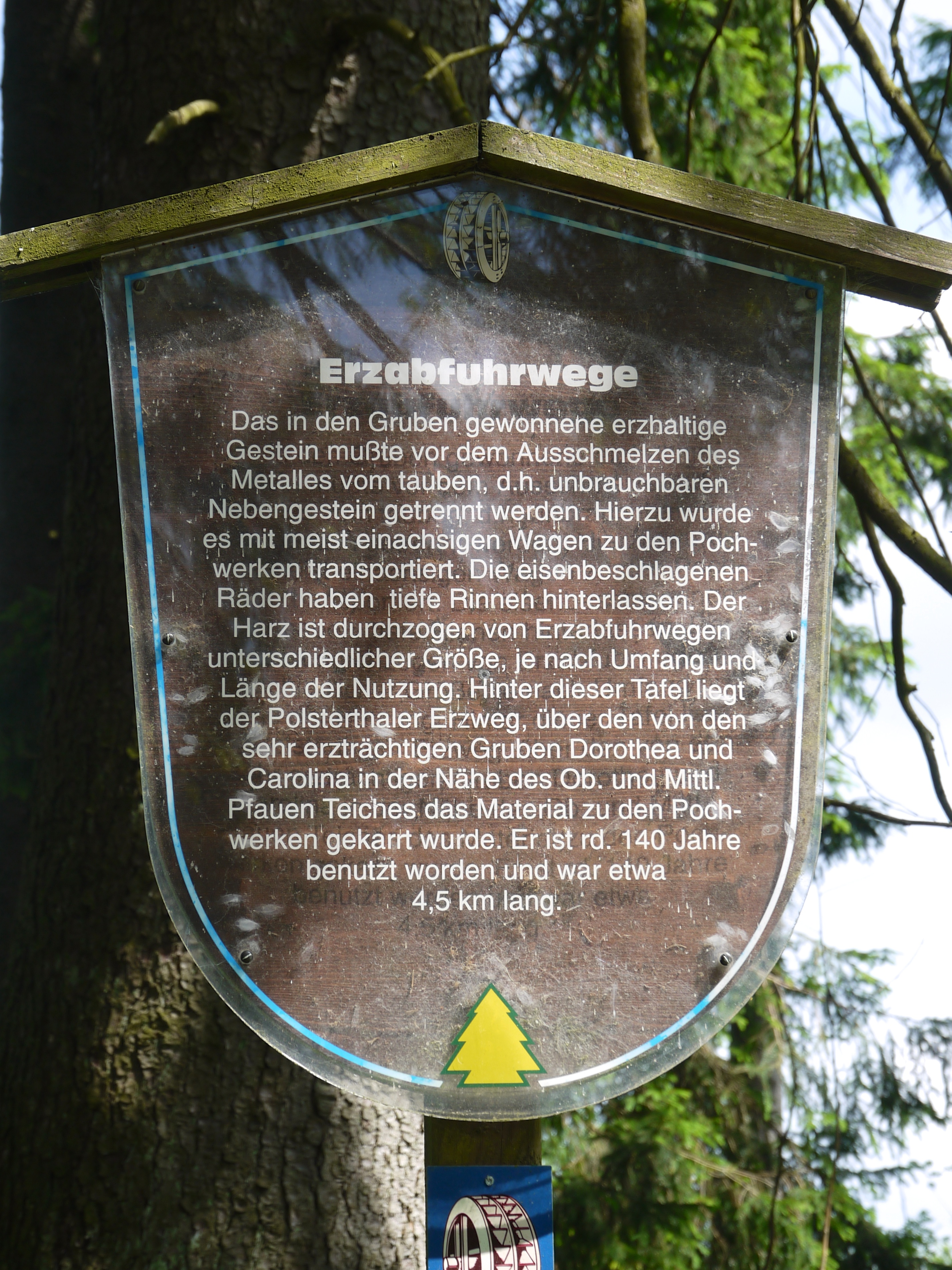
Informationstafel zum Erzabfuhrweg

Das Polstertaler Zechenhaus liegt im Polstertal ungefähr drei Kilometer westlich von Altenau im Oberharz und ist von einem Campingplatz umgeben.

## Geschichte
Bis zum Jahr 1875 wurden im Polstertal vier Pochwerke betrieben, in denen das in den umliegenden Gruben gewonnene Erz zuerst zerkleinert und dann die erzhaltigen Stücke herausgeklaubt wurden. In der Nähe des Zechenhauses verlief der Polstertaler Erzweg, über den das Material der Clausthaler Gruben Dorothea und Caroline zu den Pochwerken transportiert wurde und von dort zur Altenauer Silberhütte gelangte. Die Pochwerke wurden durch das Wasser des Oker-Nebenflusses Schwarzes Wasser angetrieben, zur Sicherstellung der Wasserversorgung war bereits 1728 der etwas östlich vom Zechenhaus liegende Polstertaler Teich angelegt worden. In den Pochwerken arbeiteten hauptsächlich Kinder ab dem 10. Lebensjahr.
Im Jahre 1729 erließ der damalige Landesherr Herzog August Wilhelm (von 1714 bis 1731 regierender Herzog von Braunschweig-Wolfenbüttel) den Befehl, für die im Polstertal arbeitenden Pochknaben ein kleines Zechenhaus zu errichten, damit diese sich vor und nach der Arbeit aufwärmen konnten; im Winter sollten die Pochknaben dort auch unter der Woche schlafen können, um ihnen den beschwerlichen Weg zu ihren Heimatorten zu ersparen. Dem Hutmann (Aufseher) des Zechenhauses und der Pochwerke war es auch erlaubt, eine kleine Wirtschaft zu führen und Gäste zu bewirten. Nach der Stilllegung der Pochwerke blieb diese Gaststätte erhalten und wird auch heute noch betrieben. Auf dem Gelände um das Zechenhaus liegt heute der Campingplatz Polstertal.